# Mistrovství světa v atletice 2011 – Muži 400 metrů překážek
 Běh na 400 metrů překážek mužů na Mistrovství světa v atletice 2011 se uskutečnil ve dnech 29., 30. srpna a 1. září. Ve finálovém běhu zvítězil reprezentant Velké Británie David Greene.

## Výsledky finálového běhu
| *                | jméno               | země                   | čas   |
| ---------------- | ------------------- | ---------------------- | ----- |
| Zlatá medaile    | David Greene        | Velká Británie         | 48,26 |
| Stříbrná medaile | Javier Culson       | Portoriko              | 48,44 |
| Bronzová medaile | Louis Jacob van Zyl | Jihoafrická republika  | 48,80 |
| 4                | Félix Sánchez       | Dominikánská republika | 48,87 |
| 5                | Cornel Fredericks   | Jižní Afrika           | 49,12 |
| 6                | Bershawn Jackson    | USA                    | 49,24 |
| 7                | Angelo Taylor       | USA                    | 49,31 |
| 8                | Alexandr Derevjagin | Rusko                  | 49,32 |